# British Academy Film Awards 1952
Die 5. Verleihung der British Academy Film Awards zeichnete die besten Filme von 1951 aus.

## Preisträger und Nominierungen

### Bester Film
Der Reigen (La Ronde) – Regie: Max Ophüls
Ein Amerikaner in Paris (An American in Paris) – Regie: Vincente Minnelli
Aufruhr in Santa Sierra (The Sound of Fury) – Regie: Cyril Endfield
Edouard und Caroline (Édouard et Caroline) – Regie: Jacques Becker
Fräulein Julie (Fröken Julie) – Regie: Alf Sjöberg
Das Glück kam über Nacht (The Lavender Hill Mob) – Regie: Charles Crichton
Konflikt des Herzens (The Browning Version) – Regie: Anthony Asquith
Landung in Salerno (A Walk in the Sun) – Regie: Lewis Milestone
Der Mann im weißen Anzug (The Man in the White Suit) – Regie: Alexander Mackendrick
No Resting Place – Regie: Paul Rotha
Polizeirevier 21 (Detective Story) – Regie: William Wyler
Die rote Tapferkeitsmedaille (The Red Badge of Courage) – Regie: John Huston
Serum 703 (White Corridors) – Regie: Pat Jackson
The Small Miracle – Regie: Maurice Cloche und Ralph Smart
Ein Sonntag im August (Domenica d'agosto) – Regie: Luciano Emmer
Vierzehn Stunden (Fourteen Hours) – Regie: Henry Hathaway
Der wunderbare Flimmerkasten (The Magic Box) – Regie: John Boulting
Der Zaubergarten (The Pennywhistle Blues) – Regie: Donald Swanson

### Beste britischer Film
Das Glück kam über Nacht (The Lavender Hill Mob) – Regie: Charles Crichton
Konflikt des Herzens (The Browning Version) – Regie: Anthony Asquith
Der Mann im weißen Anzug (The Man in the White Suit) – Regie: Alexander Mackendrick
No Resting Place – Regie: Paul Rotha
Serum 703 (White Corridors) – Regie: Pat Jackson
The Small Miracle – Regie: Maurice Cloche und Ralph Smart
Der wunderbare Flimmerkasten (The Magic Box) – Regie: John Boulting
Der Zaubergarten (The Pennywhistle Blues) – Regie: Donald Swanson

### United Nations Award
Die Vier im Jeep – Regie: Leopold Lindtberg und Elizabeth Montagu
Aufruhr in Santa Sierra (The Sound of Fury) – Regie: Cyril Endfield
A Family Affair – Regie: Irving Jacoby
The Good Life – Regie: Humphrey Jennings
Power for All – Regie: Anthony Squire

### Bester Dokumentarfilm
Im Tal der Biber (In Beaver Valley) – James Algar
A Family Affair – Regie: Irving Jacoby
Besuch bei Picasso (Bezoek aan Picasso) – Regie: Paul Haesaerts
David – Regie: Paul Dickson
Family Portrait – Regie: Humphrey Jennings
Oil for the Twentieth Century – Regie: Peter Bradford
Out of True – Regie: Philip Leacock

### Bester Film (Spezialpreis)
Gerald McBoing-Boing – Regie: Robert Cannon
The Diesel Story – Regie: Lionel Cole
Enterprise – Regie: Peter Sachs
The Isle of Man TT 1950 – Regie: Geoffrey Hughes und Peter de Normanville
Mensch und Werk: Henry Moore (Henry Moore) – Regie: John Read
Mother's Day – Regie: James Broughton
We've Come a Long Way – Regie: Bob Privett und Allan Crick